# Едвард Саруль
Едвард Саруль (пол. Edward Sarul; нар. 16 листопада 1958) — польський легкоатлет, який спеціалізувався на штовханні ядра.

## Спортивні досягнення
Чемпіон світу зі штовхання ядра (1983).
Фіналіст (11-е місце) змагань зі штовхання ядра на чемпіонаті Європи (1982).
Фіналіст змагань зі штовхання ядра на чемпіонатах Європи в приміщенні — 5-е місце у 1986 та 11-е місце у 1982.
Переможець змагань зі штовхання ядра на Кубку Європи (1983).
Чемпіон Польщі зі штовхання ядра (1979, 1980, 1982, 1983). Чемпіон Польщі в приміщенні зі штовхання ядра (1982, 1986).
Рекордсмен Польщі зі штовхання ядра (1983—2009).

## Визнання
- Золотий Хрест Заслуги (1999)